# Wolfgang Menge

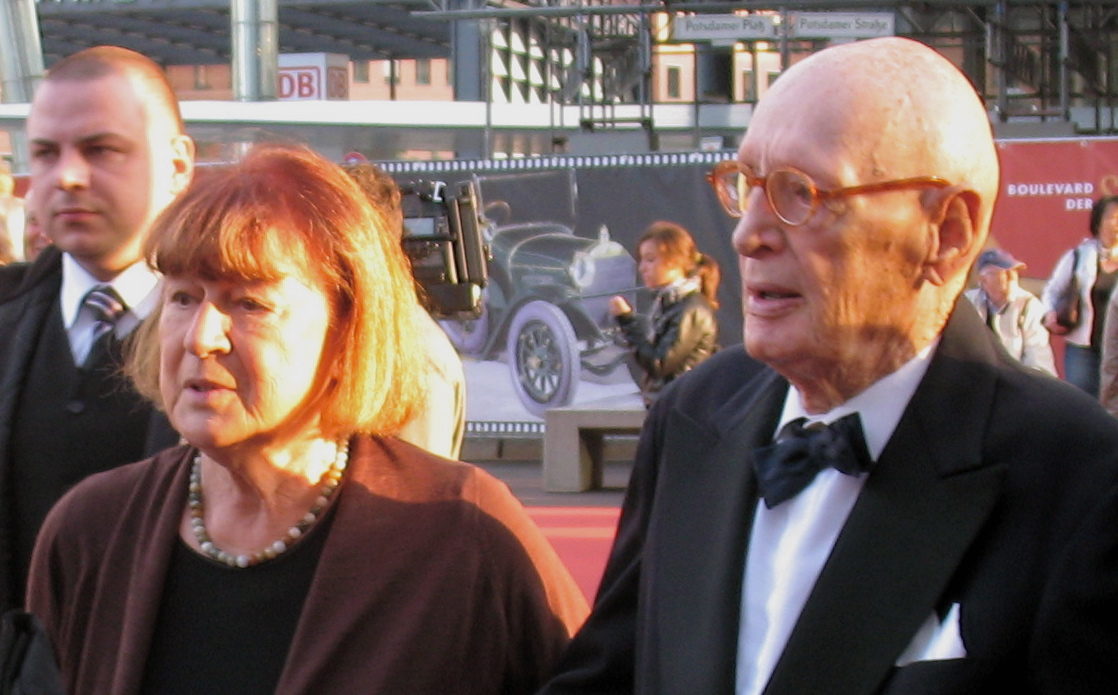
Wolfgang Menge mit seiner Frau Marlies Menge 2010 in Berlin

Wolfgang Menge (* 10. April 1924 in Berlin; † 17. Oktober 2012 ebenda) war ein deutscher Schriftsteller, vornehmlich Drehbuchautor, und Journalist.

## Leben
Wolfgang Menge wuchs als Sohn des Kaufmanns Otto Menge und dessen Frau Golditza, geb. Schorr, in Hamburg auf. Sein Vater handelte dort mit automatischen Waagen. Seine jüdische Mutter stammte aus Rustschuk (heute: Russe, Bulgarien) und überlebte die NS-Diktatur; alle ihre Angehörigen wurden im Holocaust ermordet. Während des Zweiten Weltkriegs legte Menge das Abitur ab und wurde anschließend zur Wehrmacht einberufen.
Im Jahr 1949 stellte das Hamburger Abendblatt Menge als seinen ersten Reporter ein, in den 1950er Jahren war er Auslandsreporter in London und Ostasien (insbesondere Tokio und Hongkong). Menge war nach dem Krieg der erste deutsche Zeitungskorrespondent in Tokio und der erste deutsche Journalist, der mit der Transsibirischen Eisenbahn von Peking nach Moskau reiste.
Nach seiner Rückkehr nach Deutschland begann Menge für Film und Fernsehen Drehbücher zu schreiben. Seine Erfolge wurden zum Teil Fernsehgeschichte. Diese Tätigkeit setzte er bis zu seinem Tod fort. Zudem betätigte er sich ab den 1970er Jahren mit der Moderation von Fernsehsendungen auch vor der Kamera, zum Beispiel von 1974 bis 1982 in der von Radio Bremen produzierten Talk-Show 3 nach 9.
Wolfgang Menge war mit der Journalistin Marlies Menge verheiratet und lebte in Berlin-Zehlendorf sowie in Braderup auf der Insel Sylt. Das Ehepaar hatte drei Söhne, darunter den Journalisten Jakob Menge.
Menge wurde auf dem Berliner Waldfriedhof Zehlendorf beigesetzt.

### Drehbuchautor
Fast alle Drehbücher der Fernseh-Krimiserie Stahlnetz (1958–1968), in der Jürgen Roland Regie führte und von denen viele zu Straßenfegern wurden, entstammten seiner Feder. Sein größter Erfolg war die satirische Familienserie Ein Herz und eine Seele (1973–1976) mit Heinz Schubert, der als „Ekel“ Alfred Tetzlaff deutsche Fernsehgeschichte schrieb. Die Serie beruhte auf dem BBC-Format Till Death Us Do Part des britischen Drehbuchautors Johnny Speight.
- 1966 schrieb er das Drehbuch für Begründung eines Urteils, das die Probleme der deutschen Teilung thematisiert, und erhielt hierfür den Jakob-Kaiser-Preis (siehe in diesem Zusammenhang Fall Fritz Hanke).
- 1969 erschien der Satire-Film Die Dubrow-Krise, in dem ein DDR-Ort fiktiv der Bundesrepublik Deutschland beitritt. Viele Probleme, die bei der Wiedervereinigung dann tatsächlich auftraten, wurden hier vorweggenommen.
- Ab 1970 entwickelte er für die Tatort-Fernsehreihe der ARD die Figur des Zollfahnders Kressin und schrieb diverse Drehbücher.
- Sein mit dem Regisseur Tom Toelle geschriebenes, ebenso gespenstisches wie visionäres Fernsehspiel Das Millionenspiel von 1970 beschreibt eine sensationsgierige Quotenjagd und nahm inhaltlich die Erfindung des sogenannten Reality-TV vorweg. Im Fernsehspiel, das auf einer Kurzgeschichte von Robert Sheckley beruht, setzt sich ein Kandidat (Hauptrolle gespielt von Jörg Pleva) eine Woche lang der Verfolgung eines Killerkommandos aus, um eine Million D-Mark gewinnen zu können.
- Im Jahr 1973, lange bevor die Umweltproblematik zu einem wichtigen Thema der Öffentlichkeit wurde, sorgte sein fiktiver Dokumentar-Thriller Smog für großes Aufsehen.
- Mit Grüß Gott, ich komm von Drüben nahm er die deutsch-deutsche Thematik wieder auf und schilderte den Versuch, einen ostdeutsch geführten Betrieb in Westdeutschland zu errichten.
- 1987 schrieb er das Drehbuch zu Reichshauptstadt – privat, Regie führte Horst Königstein. Der Zweiteiler wurde anlässlich der 750-Jahr-Feier Berlins in der ARD ausgestrahlt.
- 1991 Drehbuch zu Ende der Unschuld (Regie: Frank Beyer) über deutsche Atomphysiker.
- In der Fernsehserie Motzki (1993, mit Jürgen Holtz in der Hauptrolle) kommentierte Menge bissig die Deutsche Wiedervereinigung; eine Neuauflage des Ekel-Alfred-Konzepts, das in Ostdeutschland auf Kritik stieß und dem ein ähnlicher Quotenerfolg wie jener der Ekel-Alfred-Reihe versagt blieb.
- 1998 ging Lied zum Sonntag, eine mehrteilige Kurzserie, in der Musikthemen und Aussagen aufeinander bezogen waren, an den Start.
- Weitere Drehbücher waren Adrian und Alexander sowie Hallo-Nachbar.

### Autor
Aufgrund seiner Vertrautheit mit der Chinesischen Küche verfasste er ein entsprechendes Kochbuch.
- Ganz einfach – chinesisch. Rowohlt Taschenbuch Verlag, Reinbek 1968.
- Der verkaufte Verkäufer – Die Manipulation der Konsumgesellschaft. Verlag Fritz Molden, Wien/München/Zürich 1971.

### Fernsehmoderator
Von 1974 bis 1982 war Menge einer der Moderatoren der Talkshow 3 nach 9 (Radio Bremen) und er moderierte (gemeinsam mit Gisela Marx, Henryk M. Broder, Elke Heidenreich, Helga Lensch) auch die Talkshow Leute aus dem Berliner Café Kranzler. Legendär ist der Auftritt von Wolfgang Neuss im Jahr 1983, als dieser dem damaligen Regierenden Bürgermeister Berlins, Richard von Weizsäcker, in der Sendung Leute ungeniert über den Mund fuhr und ihn mit dem Kosenamen „Richie“ ansprach. Er war Mitglied im PEN-Zentrum Deutschland.

### Restaurantkritiker
Während sein Co-Moderator bei „3 nach 9“ Gert von Paczensky seinerzeit über die Spitzengastronomie schrieb, kümmerte sich Menge um normale Restaurants. Sein Bogen war dabei weit gespannt, z. B. von einem Abruzzen-Restaurant mit einem mehrgängigen Menü in Berlin bis hin zur urdeutschen Gaststätte an der Ostsee („die besten Bratkartoffeln Deutschlands“).

### Schauspieler
Gelegentlich hat Menge auch in Nebenrollen als Schauspieler mitgewirkt, wie im Film Shtonk! wo er einen Londoner Antiquitäten Sachverständigen spielte.

## Filmografie
- 1953–1961: Der Polizeibericht meldet …
- 1958–1968: Stahlnetz (Fernsehserie, 22 Folgen), darunter:
  - Verbrannte Spuren (1960)
  - Das Haus an der Stör (1963)
- 1959: Unser Wunderland bei Nacht
- 1959: Strafbataillon 999
- 1960: Der rote Kreis
- 1961: Der grüne Bogenschütze
- 1961: Mann im Schatten
- 1963: Der Sittlichkeitsverbrecher
- 1964: Eines schönen Tages (TV)
- 1964: Zeitvertreib (TV)
- 1964: Polizeirevier Davidswache
- 1965: Die Katze im Sack (TV)
- 1965: Verhör am Nachmittag (TV)
- 1966: Begründung eines Urteils (TV)
- 1968: Der Partyphotograph
- 1968: Der deutsche Meister
- 1968: Ich bin ein Elefant, Madame
- 1969: Rebellion der Verlorenen (TV)
- 1969: Fragestunde (TV)
- 1969: Die Dubrow-Krise (TV)
- 1970: Das Millionenspiel (TV)
- 1970: Sessel zwischen Stühlen (TV)
- 1971: Tatort – Kressin und der tote Mann im Fleet (Fernsehreihe)
- 1971: Tatort – Kressin und der Laster nach Lüttich (Fernsehreihe)
- 1971: Tatort – Kressin stoppt den Nordexpress (Fernsehserie)
- 1972: Tatort – Kennwort Fähre (Fernsehreihe)
- 1972: Tatort – Kressin und der Mann mit dem gelben Koffer (Fernsehreihe)
- 1973: Tatort – Stuttgarter Blüten
- 1973: Smog (TV)
- 1973–1976: Ein Herz und eine Seele (Fernsehserie)
- 1974: Tatort – Gefährliche Wanzen (Fernsehreihe)
- 1975: Nonstop Nonsens (Fernsehserie)
- 1976: Vier gegen die Bank (TV)
- 1977: Planübung (TV)
- 1978: Grüß Gott, ich komm von drüben (TV)
- 1979: Zimmer frei – UNO-Nähe (Fernsehserie)
- 1979: Was wären wir ohne uns (Fernsehserie)
- 1980: Liebe ist doof (Fernsehserie)
- 1980: Das Traumhaus
- 1980: Ein Mann von gestern (TV)
- 1984: So lebten sie alle Tage (Fernsehserie, 5 Folgen)
- 1986: Unternehmen Köpenick (Fernsehserie)
- 1986: Kennwort Möwe (TV)
- 1987: Reichshauptstadt – privat (TV)
- 1990: Baldur Blauzahn (Fernsehserie)
- 1991: Ende der Unschuld (TV)
- 1992: Shtonk!
- 1993: Motzki (Fernsehserie)
- 1995: Spreebogen (TV)
- 1998: Das Lied zum Sonntag (Fernsehserie)
- 2001: Kelly Bastian – Geschichte einer Hoffnung (TV)

## Hörbücher
- Die große Ekel-Alfred-Box: Das Beste aus „Ein Herz und eine Seele“. Gesprochen von Heinz Schubert, Hildegard Krekel, Diether Krebs, Der Audio Verlag (DAV), Berlin, 2009, ISBN 978-3-89813-839-0 (Hörspiel, 6 CDs, 453 Min.)
- Ein Herz und eine Seele: Frühjahrsputz. Selbstbedienung. Gesprochen von Heinz Schubert, Hildegard Krekel, Diether Krebs, Der Audio Verlag (DAV), Berlin, 2008, ISBN 978-3-89813-732-4 (Hörspiel, 1 CD, 80 Min.)
- Ein Herz und eine Seele: Der Ofen ist aus. Rosenmontagszug. Gesprochen von Heinz Schubert, Hildegard Krekel, Diether Krebs, Der Audio Verlag (DAV), Berlin, 2008, ISBN 978-3-89813-731-7 (Hörspiel, 1 CD, 80 Min.)
- Ein Herz und eine Seele: Urlaubsvorbereitungen. Eine schwere Erkrankung. Gesprochen von Heinz Schubert, Hildegard Krekel, Diether Krebs, Der Audio Verlag (DAV), Berlin, 2007, ISBN 978-3-89813-678-5 (Hörspiel, 1 CD, 68 Min.)
- Ein Herz und eine Seele: Hausverkauf. Silberne Hochzeit. Gesprochen von Heinz Schubert, Hildegard Krekel, Diether Krebs, Der Audio Verlag (DAV), Berlin, 2007, ISBN 978-3-89813-628-0 (Hörspiel, 1 CD, 74 Min.)
- Stahlnetz – Saison. Gesprochen von Grit Boettcher, Richard Lauffen, Der Audio Verlag (DAV), Berlin, 2007, ISBN 978-3-89813-573-3 (Hörspiel, 1 CD, 74 Min.)

## Auszeichnungen
- Ernst-Reuter-Preis 2 ×[6]
- 1966: Jakob-Kaiser-Preis

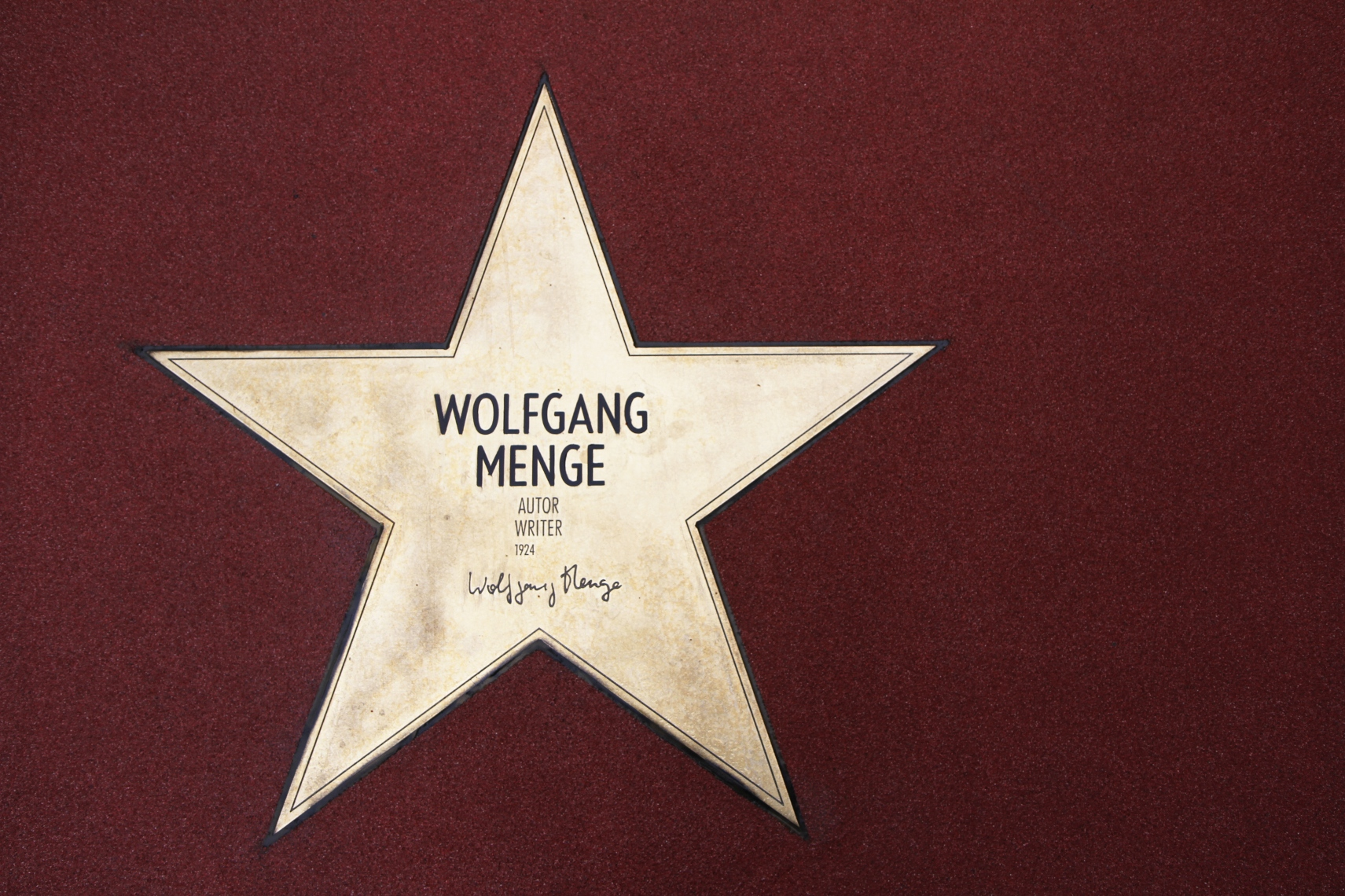
Stern von Wolfgang Menge auf dem Boulevard der Stars in Berlin

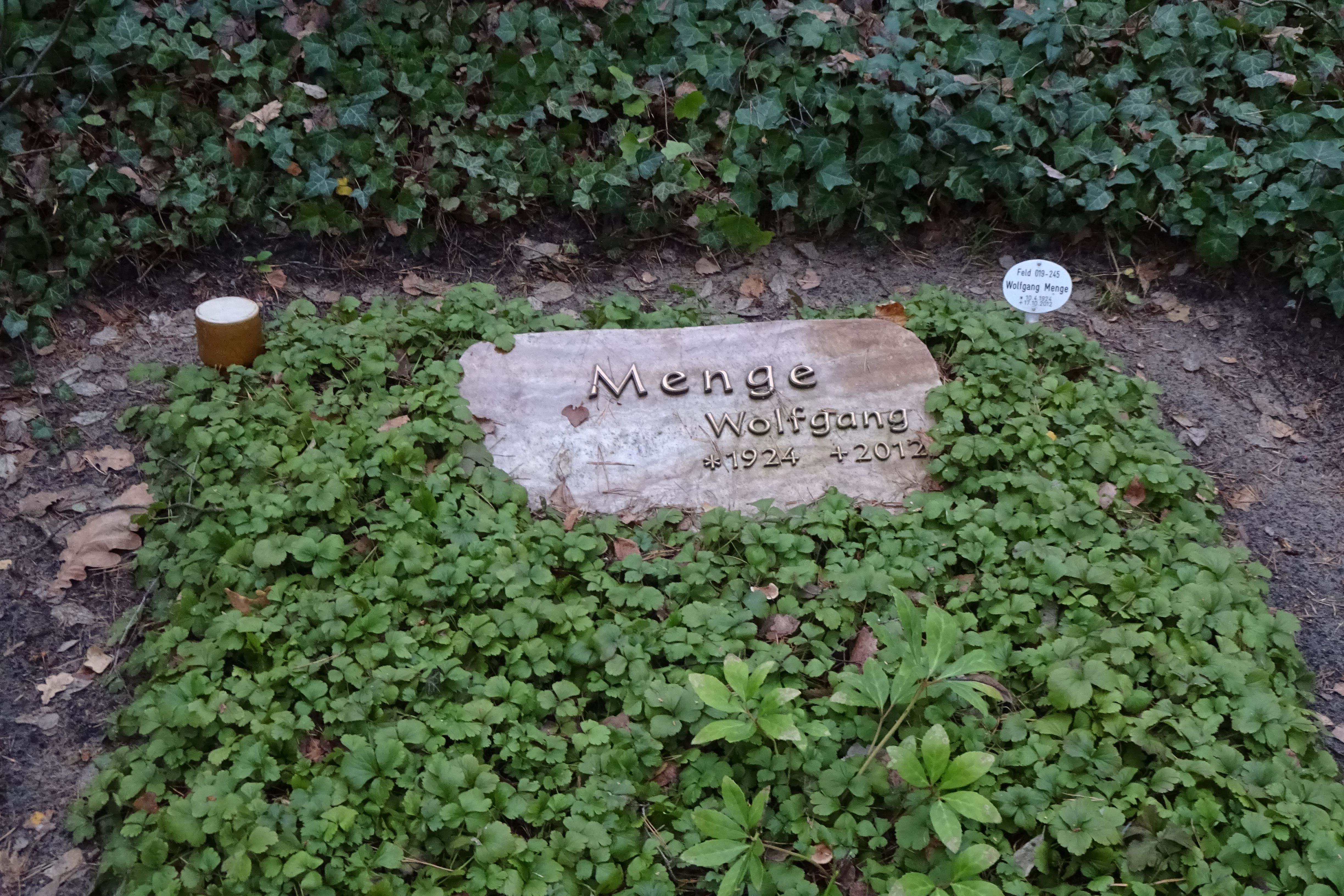
Wolfgang Menges Grabstein auf dem Waldfriedhof Zehlendorf

- 1970: Adolf-Grimme-Preis mit Silber (für Die Dubrow-Krise)
- 1971: Primo Italia
- 1972: Bambi
- 1973: Fernsehfilmpreis der Deutschen Akademie der Darstellenden Künste für Smog
- 1979: Ernst-Schneider-Preis
- 1987: Pfeifenraucher des Jahres
- 1987: Besondere Ehrung beim Adolf-Grimme-Preis
- 1998: Schillerpreis der Stadt Mannheim
- 1991: Fernsehfilmpreis der Deutschen Akademie der Darstellenden Künste für Ende der Unschuld
- 2002: Deutscher Fernsehpreis – Ehrenpreis der Stifter
- 2010: Stern auf dem Boulevard der Stars in Berlin